# Йостерйотланд (лен)
Лен Йостерйотланд (на шведски: Östergötlands län) е лен в северна Швеция. Граничи на север с лените Йоребру и Сьодерманланд, на запад с лен Вестра Йоталанд, на юг с лените Йоншьопинг и Калмар, а на изток с Балтийско море. Административен център на лена е град Линшьопинг.
През XI век тук се изгражда металургичен център.

## Общини в лен Йостерйотланд
В рамките на административното си устройсто, лен Йостерйотланд се разеделя на 13 общини със съответно население към 31 декември 2013 :
|  | - Боксхолм (Boxholm) с население 5278 души; - Вадстена (Vadstena) с население 7383 души; - Валдемаршвик (Valdemarsvik) с население 7585 души; - Йодесхьог (Ödeshög) с население 5174 души; - Линшьопинг (Linköping) с население 150 202 души; - Мутала (Motala) с население 42 187 души; - Мьолбю (Mjölby) с население 26 313 души; - Норшьопинг (Norrköping) с население 133 749 души; - Отвидабери (Åtvidaberg) с население 11 460 души; - Сьодершьопинг (Söderköping) с население 14 195 души; - Финспонг (Finspång) с население 20 903 души; - Шинда (Kinda) с население 9802 души; - Юдре (Ydre) с население 3617 души; |